# 1906-os olasz labdarúgó-bajnokság (első osztály)
Az olasz labdarúgó-bajnokság 1906-os szezonja volt a 9. kiírás. A győztes a Milan Cricket and Football Club lett immár másodszor.

## Selejtezők

### Piedmont
A Juventus volt az egyetlen regisztrált csapat ebből a régióból így automatikusan továbbjutott.

### Liguria
| 1. csapat | Eredmény | 2. csapat    | 1. mérk. | 2. mérk. |
| --------- | -------- | ------------ | -------- | -------- |
| Genoa     | 4–1      | Andrea Doria | 3–1      | 1–0      |

### Lombardia
| 1. csapat | Eredmény | 2. csapat   | 1. mérk. | 2. mérk. |
| --------- | -------- | ----------- | -------- | -------- |
| Milan     | 6–4      | US Milanese | 4–3      | 2–1      |

## Csoportkör

### A bajnokság végeredménye
|    | Csapat   | M | Gy | D | V | Rg–Kg | Gk | P | Megjegyzés |
| -- | -------- | - | -- | - | - | ----- | -- | - | ---------- |
| 1. | Milan    | 4 | 2  | 1 | 1 | 7–4   | +3 | 5 | Rájátszás  |
| 2. | Juventus | 4 | 2  | 1 | 1 | 5–3   | +2 | 5 | Rájátszás  |
| 3. | Genoa    | 4 | 0  | 2 | 2 | 3–8   | -5 | 2 |            |

### Eredmények
| 1. csapat | Eredmény | 2. csapat |
| --------- | -------- | --------- |
| Genoa     | 1–1      | Juventus  |
| Genoa     | 2–2      | Milan     |
| Juventus  | 2–1      | Milan     |
| Juventus  | 1–0      | Genoa     |
| Milan     | 2–0      | Genoa     |
| Milan     | 1–0      | Juventus  |

Újrajátszás:
| 1. csapat | Eredmény | 2. csapat |
| --------- | -------- | --------- |
| Genoa     | 0–2      | Juventus  |

#### Rájátszás
| 1. csapat | Eredmény | 2. csapat |
| --------- | -------- | --------- |
| Juventus  | 0–0      | Milan     |

Újrajátszás:
| 1. csapat | Eredmény | 2. csapat |
| --------- | -------- | --------- |
| Milan     | 2–0      | Juventus  |

| Az 1906-os olasz labdarúgó-bajnokság győztese: |
| ---------------------------------------------- |
| Milan 2. cím                                   |